# Le Teilleul
Le Teilleul là một xã trong tỉnh Manche, thuộc vùng hành chính Normandie của nước Pháp, có dân số là 1377 người (thời điểm 1999).

## Nhân khẩu học
| 1962  | 1968  | 1975  | 1982  | 1990  | 1999  |
| ----- | ----- | ----- | ----- | ----- | ----- |
| 1.542 | 1.588 | 1.534 | 1.542 | 1.433 | 1.377 |